# Висаянски елен
Висаянски елен (‎Rusa alfredi или Елен на принц Алфред) е вид бозайник от семейство Еленови (Cervidae). Видът е застрашен от изчезване.

## Разпространение и местообитание
Разпространен е във Филипините.